# Roddy Llewellyn
Sir Roderic Victor Llewellyn, 5. Baronet (* 9. Oktober 1947 in Crickhowell, Wales) ist ein britischer Adliger, Gartengestalter, Journalist, Autor, Musiker und Fernsehmoderator. Er hatte eine achtjährige Beziehung mit Prinzessin Margaret, Countess of Snowdon, der jüngeren Schwester von Elizabeth II.

## Leben
Er ist der jüngere Sohn des Sir Henry Morton Llewellyn, 3. Baronet (1911–1999), aus dessen Ehe mit Hon. Christine Saumarez, Tochter des James Saumarez, 5. Baron de Saumarez.
Roddy Llewllyn heiratete am 11. Juli 1981 Tatiana Soskin, mit der er einen Sohn und zwei Töchter hat.
Als Musiker veröffentlichte er 1978 bei Philips die LP Robby.
Im Januar 2009 erbte er von seinem älteren Bruder Sir David St. Vincent Llewellyn, 4. Baronet (1946–2009), der ohne männliche Nachkommen starb, dessen 1922 geschaffenen Adelstitel als 5. Baronet, of Bwllfa in the Parish of Aberdare in the County of Glamorgan.

## Affäre mit Prinzessin Margaret
Die Affäre mit der bereits seit 13 Jahren verheirateten Prinzessin Margaret begann im September 1973, als sie sich im Café Royal in Edinburgh kennenlernten. Die Prinzessin war zu der Zeit auf dem Weg zum Haus eines Freundes, Colin Tennant, 3. Baron Glenconner, in Begleitung seiner Frau Lady Anne, welche ihn auch vorstellte.
Die Affäre wurde in der Presse öffentlich, als im Februar 1976 auf der Insel Mustique Bilder von Prinzessin Margaret und Roddy Llewellyn beim Baden auftauchten. Die Trennung der 16-jährigen Ehe zwischen Antony Armstrong-Jones und Prinzessin Margaret fand im selben Jahr statt, die Scheidung (die erste Form einer Eheauflösung am Britischen Königshof seit der Eheannullierung von Henry VIII. und Anna von Kleve) erfolgt 1978. Die Affäre mit Roddy Llewellyn endete 1981 nach acht Jahren.
Am 20. Todestag von Prinzessin Margaret am 9. Februar 2022 durfte Roddy Llewellyn mit Erlaubnis der Königin ihr Urnengrab in der King George VI Memorial Chapel in der St George’s Chapel in Windsor Castle besuchen.

## Diskografie
- 1978: Robby, Philips[3]

## Schriften (Auswahl)
- Town gardens. A guide to planning and planting. Weidenfeld and Nicolson, London 1981, ISBN 978-0-297-77911-7.
- Beautiful backyards. Ward Lock, London 1985, ISBN 0-7063-6320-5.
- Water gardens.  The connoisseur's choice. Ward Lock, London 1987, ISBN 0-7063-6523-2.
- Roddy Llewellyn's Elegance eccentricity. Ward Lock, London 1989, ISBN 978-0-7063-6746-1.
- Ornamental English gardens. Rizzoli, New York 1990, ISBN 978-0-8478-1158-8.
- mit Anne Davies: Grow it yourself: gardening with a physical disability. Cedar, London 1993, ISBN 0-7493-1431-1.
- Roddy Llewellyn's gardening year. Metro, London 1997, ISBN 978-1-900512-28-2.